# 1389.
◄ | 13. stoljeće | 14. stoljeće | 15. stoljeće | ►
◄ | 1350-ih | 1360-ih | 1370-ih | 1380-ih | 1390-ih | 1400-ih | 1410-ih | ►
◄◄ | ◄ | 1386. | 1387. | 1388. | 1389. | 1390. | 1391. | 1392. | ► | ►►
Arhitektura • Astronomija • Glazba • Knjige • Književnost • Kršćanstvo • Medicina • Pravo • Promet • Slikarstvo • Znanost

## Događaji
- bitka na Kosovu polju  između srpske i turske vojske – pobjeda Turaka i zauzimanje značajnog prostora Balkana i Europe za dugotrajni ostanak i utjecaj na ovim prostorima

## Rođenja
- Cosimo de'Medici

## Vanjske poveznice
|  | Zajednički poslužitelj ima još gradiva o temi 1389. |